# Dexter (Michigan)
Dexter est une ville du comté de Washtenaw, dans l'État du Michigan, aux États-Unis. En 2020, sa population était de 4 500 habitants.